# Católicos (película de 1973)
Católicos es una película dirigida por Jack Gold, basada en el libro de 1972 Catholics, de Brian Moore. 

## Reparto
- Trevor Howard (Abad)
- Raf Vallone (Padre General)
- Martin Sheen (Padre Kinsella)
- Cyril Cusack (Padre Manus)
- Michael Gambon (Hermano Kevin)
- Andrew Keir (Padre Matthew)
- Godfrey Quigley (Padre Walter)
- Leon Vitali (Hermano Donald)

## Argumento
En un futuro cercano, la Iglesia católica se ha reunido con otras religiones orientales en un movimiento ecuménico que ha terminado con mucho del mensaje original de la verdadera religión. Un grupo de monjes irlandeses comienzan a decir la misa en latín y empiezan a tener seguidores a nivel mundial. Father Kinsella (Martin Sheen) es enviado desde Roma a solucionar el asunto.
- Datos: Q5053337